# Rossy de Palma

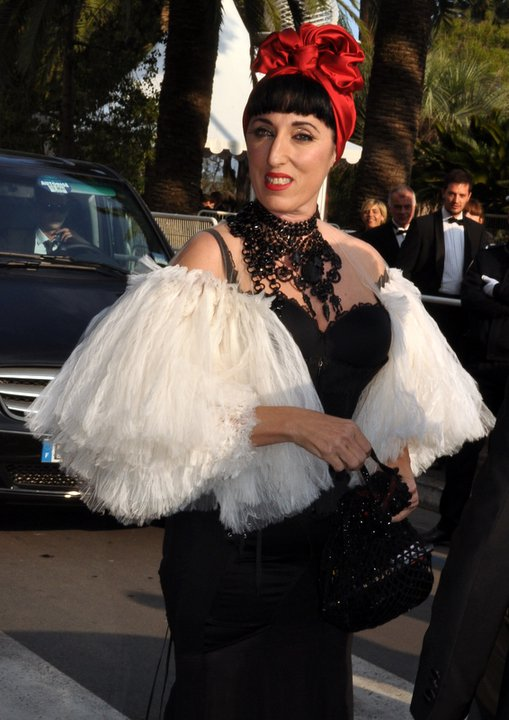
Rossy de Palma, 2011

Rosa Elena García Echave (Palma de Mallorca, 16 september 1964) bekend als Rossy de Palma, is een Spaanse actrice die vooral bekend is als speelster in verschillende films van de regisseur Pedro Almodóvar en vanwege haar markante uiterlijk waarvan vooral haar grote neus  opvallend is. 
In het begin van de jaren 80 zong ze bij de groep Peor Imposible (Slechter Onmogelijk), de producties van deze groep pasten perfect in de sfeer van de movida madrileña, de beweging van kunstenaars die in deze tijd van democratisering na de dood van Franco provocerende en soms schokkende kunst maakten. Ze werkte ook in een nachtclub en heeft daar kennisgemaakt met Almodóvar.
Ze is in diverse films van de bekende regisseur te zien, waaronder: Mujeres al borde de un ataque de nervios, ¡Átame!, La ley del deseo, La flor de mi secreto en Kika, voor haar rol van lesbische huishoudster in de laatste film werd ze genomineerd voor de Premio Goya voor beste vrouwelijke bijrol. Daarnaast werkte ze ook met andere regisseurs en is ze ook fotomodel geweest onder andere voor Jean-Paul Gaultier. Tegenwoordig werkt en woont ze met haar twee kinderen in Parijs, de samenwerking met de Franse regisseur Karim Dridi is haar goed bevallen en ze is daarna in een aantal Franse speelfilms te zien geweest.

## Filmografie (selectie)
- 1988 - Mujeres al borde de un ataque de nervios
- 1990 - ¡Átame!
- 1992 - Too Funky (videoclip)
- 1993 - Kika
- 1994 - Prêt-à-Porter
- 1995 - La flor de mi secreto
- 2009 - Los abrazos rotos
- 2013 - &ME
- 2013 - 3 bodas de más
- 2016 - Julieta
- 2017 - The White Princess (miniserie)
- 2018 - The Man Who Killed Don Quixote
- 2021 - Madres paralelas

## Prijzen en nominaties
- 1994, Nominatie, Beste vrouwelijke bijrol, voor Kika
- 1996, Nominatie, Beste vrouwelijke bijrol, voor La flor de mi secreto
- 1998, Gewonnen - Speciale Prijs, Locarno Internationaal Film Festival voor Hors jeu